# Ixorida distincta
Ixorida distincta är en skalbaggsart som beskrevs av Franz Antoine 2000. Ixorida distincta ingår i släktet Ixorida och familjen Cetoniidae. Inga underarter finns listade i Catalogue of Life.